# Jacques Philippe Avice
Jacques Philippe Avice, né à Paris le 27 novembre 1759 et mort à Paris le 26 octobre 1835, est un général français de la Révolution et de l’Empire.

## Biographie

### Début de carrière
Jacques Philippe Avice entre comme soldat dans le 11e régiment de dragons le 18 janvier 1779, et y sert jusqu'au 12 juin 1783, époque à laquelle il passe comme fourrier dans la maison militaire du comte d'Artois. Capitaine de hussards au service d'une puissance alliée de la France le 20 mai 1787, il rentre comme lieutenant de gendarmerie dans l'armée française le 20 novembre 1791. Nommé capitaine au 71e régiment d'infanterie le 29 février 1792, il passe, en la même qualité, au 12e de dragons le 9 octobre suivant, et fait la campagne de cette année et des six premiers mois de l'année suivante à l'armée du Nord. Promu premier lieutenant-colonel le 10 mars 1793, au 9e régiment de hussards (8e de la même arme), il est nommé le 26 juin suivant chef de brigade du 11e régiment de hussards, devenu 29e de dragons, et fait les guerres des ans II et III à l'armée du Rhin.

### À l'armée du Rhin
Le jour même de son arrivée à cette armée, il débute par une action d'éclat lors de la reprise des lignes de Wissembourg. On avait deux fois essayé vainement d'enlever les redoutes de Berchem, occupées par l'ennemi. Avice, à la tête de son régiment, les emporte de vive force, et dans une charge qu'il exécute contre les émigrés, bien supérieurs en nombre, il les culbute, leur tue beaucoup de monde et les mene battant jusque dans les bois de Haguenau. Le général en chef vient lui-même témoigner toute sa satisfaction au régiment, et il accorde, sur le champ de bataille même, des récompenses aux braves qui lui sont désignés par le colonel. Employé à l'armée de l'Ouest en l'an IV, il revient à celle du Rhin en l'an V. Pendant la retraite du général Moreau, il commande toute la cavalerie que l'on peut rassembler pour la défense de Kehl. Il a, dans différents engagements sous le fort de Kehl, deux chevaux blessés sous lui, et reçoit lui-même un coup de sabre.

### En Italie

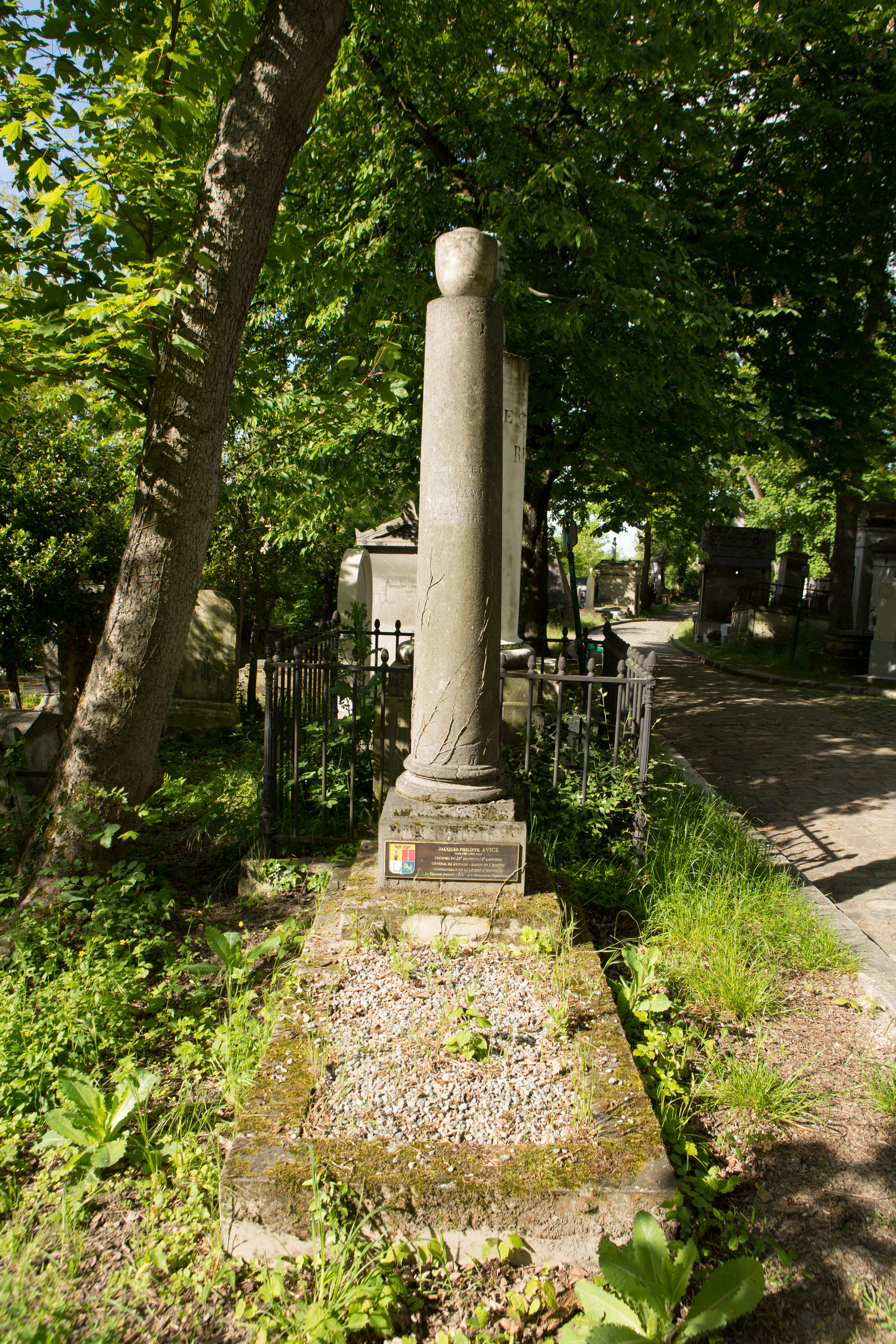
Tombe au cimetière du Père-Lachaise.

Appelé à l'armée d'Italie, il y fait les campagnes des ans VIII et IX, et y commande la cavalerie de l'aile droite. Le 4 nivôse an IX, au passage du Mincio, il ne reste à la fin de la journée que lui et 4 officiers du régiment en état de combattre, tous les autres ont été tués, blessés ou faits prisonniers. Les jours suivants, il se rend maître de Vérone et y reste jusqu'à l'arrivée d'une division française. En garnison dans différentes places d'Italie, de l'an X à l'an XIII, il est créé membre de la Légion d'honneur le 19 frimaire an XII, et officier de l'Ordre le 25 prairial suivant.
De l'an XIV à 1809 il fait la guerre en Italie, à Naples, en Calabre et en Allemagne. En 1807, il reçoit l'ordre de quitter la division de dragons pour aller soutenir la division Molitor, et ce n'est que par des efforts réitérés et des charges vigoureuses qu'il parvient à empêcher que cette division ne soit tournée par la cavalerie ennemie. Les services qu'il rend pendant cette campagne sont récompensés par la croix de chevalier de l'ordre de la Couronne de Fer, qui lui est accordée le 28 décembre 1807. Il reçoit du roi Murat la décoration de l'ordre royal des Deux-Siciles le 24 octobre de la même année. En 1809, en Italie, conjointement avec le 28e de dragons, le colonel Avice et son régiment exécutent une charge contre le régiment de dragons de Savoie qui soutenait une batterie de 14 pièces, le mettent en pleine déroute et s'emparent des pièces. Cette action vaut une seconde fois à cet officier supérieur, et sans doute par erreur, la croix de chevalier de la Couronne de Fer (décret impérial du 14 juin 1809).

### À la Grande Armée
Créé baron de l'Empire le 12 novembre 1809 puis nommé général de brigade le 6 août 1811, il est appelé au commandement du département de l'Ariège le 30 novembre suivant, et employé a l'armée de réserve des Pyrénées le 29 février 1812. Le 16 mars 1813, il est placé à la tête d'une des brigades du 3e corps de cavalerie de la Grande Armée, avec laquelle il fait la campagne de Saxe. Général de division depuis le 23 août 1813, il est obligé de rentrer en France pour cause de maladie, au mois de septembre suivant et est investi du commandement du département de l'Oise le 19 janvier 1814.

### La Restauration
Louis XVIII le fait chevalier de Saint-Louis le 20 août 1814, et commandeur de la Légion d'honneur le 23 du même mois, il conserve son commandement jusqu'au 9 juin 1815, époque à laquelle il demande sa retraite pour cause d'infirmités. Mis en disponibilité, et destiné à être employé aux remontes et aux inspections de cavalerie, le baron Avice a été admis à la pension du retraite le 9 septembre 1815. Le baron Avice était copropriétaire d'une fabrique de tuiles, briques et carreaux au hameau méen des Fourneaux, dans les années 1820. 
Mort le 26 octobre 1835, il repose à Paris, au cimetière du Père-Lachaise, dans la 38e division ; sa sépulture a été restaurée en 2001 par le Souvenir français.

## Armoiries
| Figure | Blasonnement |
|        | Armes du baron Avice et de l'Empire Écartelé : au 1, d'or, à un casque taré de face de sable sommé d'une aigrette de gueules; au 2, du quartier des Barons militaires de l'Empire ; au 3, d'argent, au dextrochère au naturel, rebrassé de sinople, armé d'une épée haute en pal de gueules, au 4, d'azur, à la licorne effrayée d'or, au comble d'or chargé d'un vol ouvert de sable., |